# Comté de Jefferson (Kentucky)
Pour les articles homonymes, voir Comté de Jefferson.
Le comté de Jefferson (en anglais, Jefferson county) est un comté de l'État du Kentucky, aux États-Unis. Le siège du comté se situe à Louisville. Le comté fut créé en 1780. Au recensement de 2000, la population était constituée de 693 604 personnes, puis de 782 969 habitants, lors du recensement de 2020. Son nom provient du vice-président, futur président américain, Thomas Jefferson.

## Histoire
Le comté de Jefferson fut créé en 1780 et devint ainsi un des trois premiers comtés du Kentucky qui appartenaient auparavant à la Virginie. La dernière attaque des indiens dans la région, date du 17 juillet 1789, lors du massacre des Chenoweth.
En 2003, le gouvernement du comté fusionna avec celui de la cité de Louisville en formant la zone métropolitaine de Louisville Metro.

## Géographie
Selon le bureau du recensement du pays, le comté a une superficie totale de 1 032 km2 dont seulement 35 km2 sont des étendues d'eau. 

### Comtés voisins
- Comté de Clark (Indiana) (nord)
- Comté d'Oldham (nord-est)
- Comté de Shelby (est)
- Comté de Spencer (sud-est)
- Comté de Bullitt (sud)
- Comté de Hardin (sud-ouest)
- Comté de Harrison (Indiana) (ouest)
- Comté de Floyd (Indiana) (nord-ouest)

## Démographie
Selon le recensement de 2000, sur les 693 604 habitants, on retrouvait 287 012 ménages et 183 113 familles dans le comté. La densité de population était de 695 habitants par km2 et la densité d'habitations (305 835 au total) était de 307 habitations par km2. La population était composée de 77,38 % de blancs, de 18,88 % d'afro-américains, de 0,22 % d'amérindiens et de 1,39 % d'asiatiques.
Par ailleurs, 45,2 % étaient des couples mariés et 29,60 % des ménages avaient des enfants de moins de 18 ans. L'âge moyen était alors de 37 ans : 24,3 % de la population avait moins de 18 ans, 8,9 % entre 18 et 24 ans, 30,4 % entre 25 et 44 ans, 22,8 % entre 45 et 64 ans et 13,5 % au-dessus de 65 ans. La proportion de femmes était de 100 pour 91,6 hommes.
Le revenu moyen d'un ménage était de 39 457 dollars.
Depuis la formation de la zone métropolitaine Louisville Metro,  le 6 janvier 2003, les habitants du comté ont tous été incorporés dans les statistiques de celle-ci. Tous les services offerts par la ville de Louisville et le comté ont été fusionnés et il n'existe plus qu'un seul gouvernement unique.

## Villes et cités
| - Anchorage - Audubon Park - Bancroft - Barbourmeade - Beechwood Village - Bellemeade - Bellewood - Blue Ridge Manor - Briarwood - Broad Fields - Broeck Pointe - Brownsboro Farm - Brownsboro Village - Buechel † - Cambridge - Cherrywood Village - Coldstream - Creekside - Crossgate - Douglass Hills - Druid Hills - Fairdale † - Fairmeade - Fern Creek † - Fincastle - Fisherville | - Forest Hills - Glenview Hills - Glenview Manor - Glenview - Goose Creek - Graymoor-Devondale - Green Spring - Hickory Hill - Highview † - Hills and Dales - Hollow Creek - Hollyvilla - Houston Acres - Hurstbourne Acres - Hurstbourne - Indian Hills - Jeffersontown - Keeneland - Kingsley - Langdon Place - Lincolnshire - Louisville - Lyndon - Lynnview - Manor Creek - Maryhill Estates | - Meadow Vale - Meadowbrook Farm - Meadowview Estates - Middletown - Minor Lane Heights - Mockingbird Valley - Moorland - Murray Hill - Newburg † - Norbourne Estates - Northfield - Norwood - Okolona † - Old Brownsboro Place - Parkway Village - Plantation - Pleasure Ridge Park † - Plymouth Village - Poplar Hills - Prospect - Richlawn - Riverwood - Rolling Fields - Rolling Hills - Seneca Gardens - Shively | - South Park View - Spring Mill - Spring Valley - Springlee - St. Dennis † - St. Matthews - St. Regis Park - Strathmoor Manor - Strathmoor Village - Sycamore - Ten Broeck - Thornhill - Valley Station † - Watterson Park - Wellington - West Buechel - Westwood - Whipps Millgate - Wildwood - Windy Hills - Woodland Hills - Woodlawn Park - Worthington Hills |

† Anciennement les localités étaient indépendantes pour les statistiques mais elles ont été incorporées dans la Louisville Metro depuis 2003 et elles n'auront plus de statistiques propres.